# ميكائيل فيرمين
ميكائيل فيرمين (بالفرنسية: Mickaël Firmin)‏ (مواليد 21 سبتمبر 1990 في روديز - فرنسا) لاعب كرة قدم فرنسي يلعب حاليا لصالح نادي الدرجة الأولى تولوز الفرنسي منذ 2007 في مركز الوسط المدافع .

## وصلات خارجية
- ميكائيل فيرمين على موقع قاعدة بيانات كرة القدم.إي يو (الإنجليزية)
- ميكائيل فيرمين على موقع Soccerway.com (الإنجليزية)
- ميكائيل فيرمين على موقع AS.com (الإسبانية)